# Palais des Doges
Pour les articles homonymes, voir Palazzo Ducale.
 (juin 2022).
Le palais des Doges ou palais Ducal est un palais vénitien de styles gothique et Renaissance situé sur la place Saint-Marc. Ce bâtiment fut la résidence officielle des doges de la république de Venise, ainsi que le lieu de représentation de ses institutions majeures. 

## Géographie

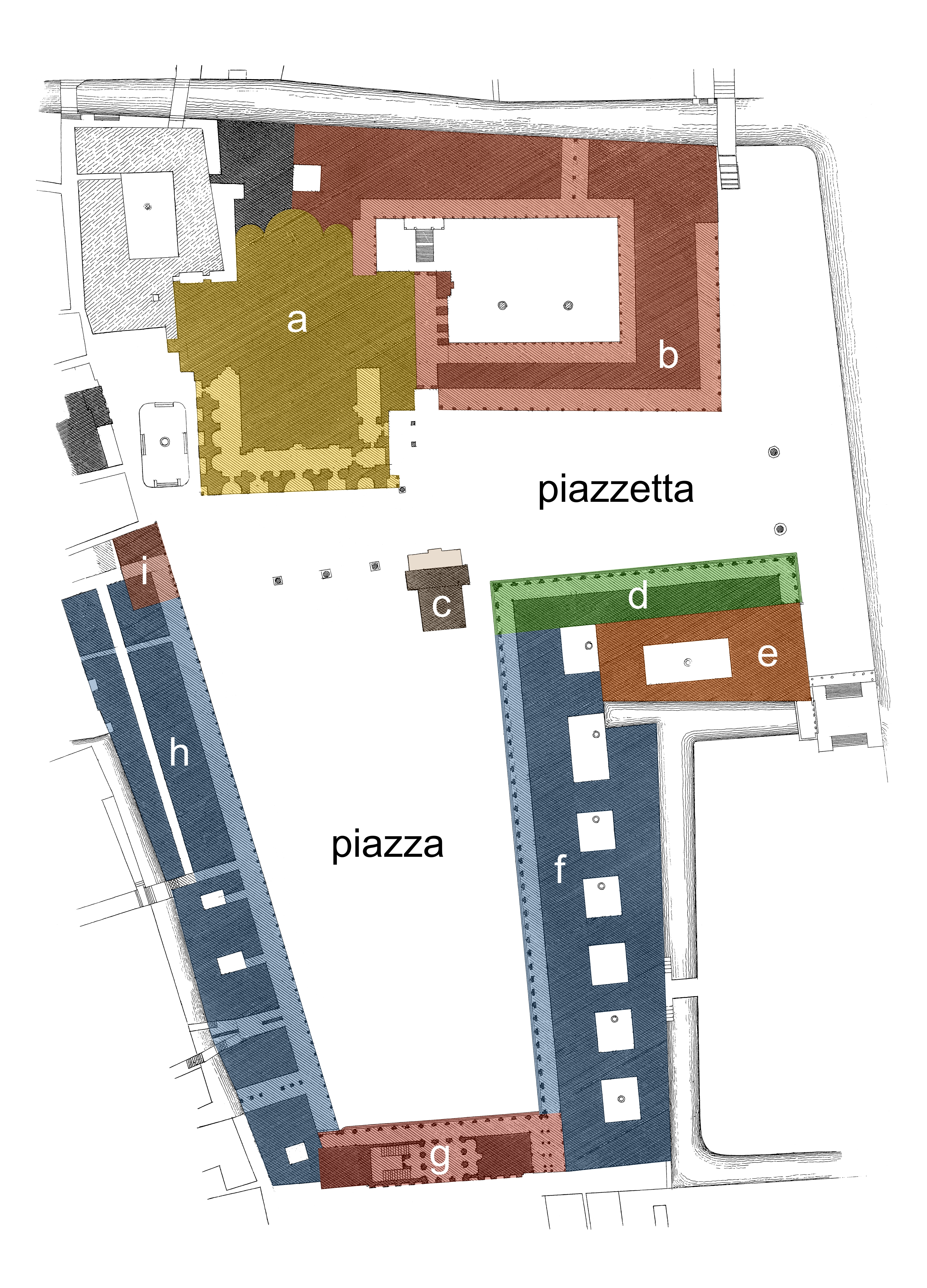
Plan de la place Saint-Marc : le Palais des Doges se trouve au point B.

Le palais des Doges est situé entre le Rio della Paglia, la petite place Saint-Marc (Piazzetta San Marco), la basilique Saint-Marc et les canaux de San Marco. Il borde l'entrée du Grand Canal. Visible depuis la mer Adriatique, il est situé sur le côté méridional de la place Saint-Marc.

## Histoire

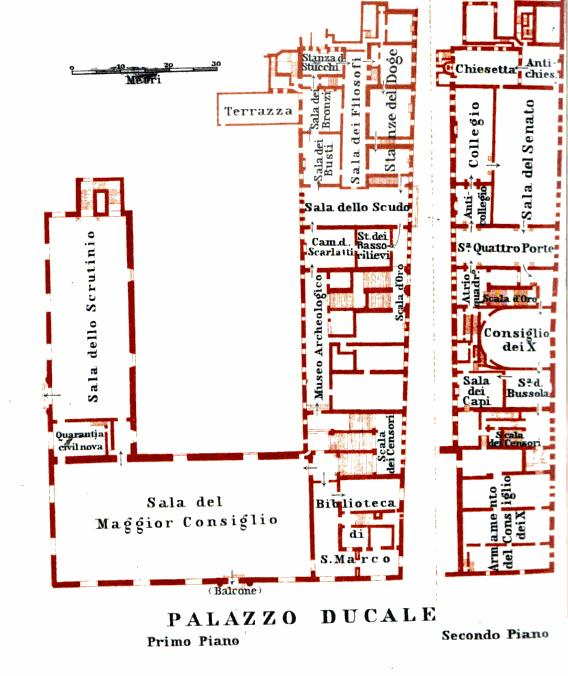
Plan du palais des Doges, en italien.

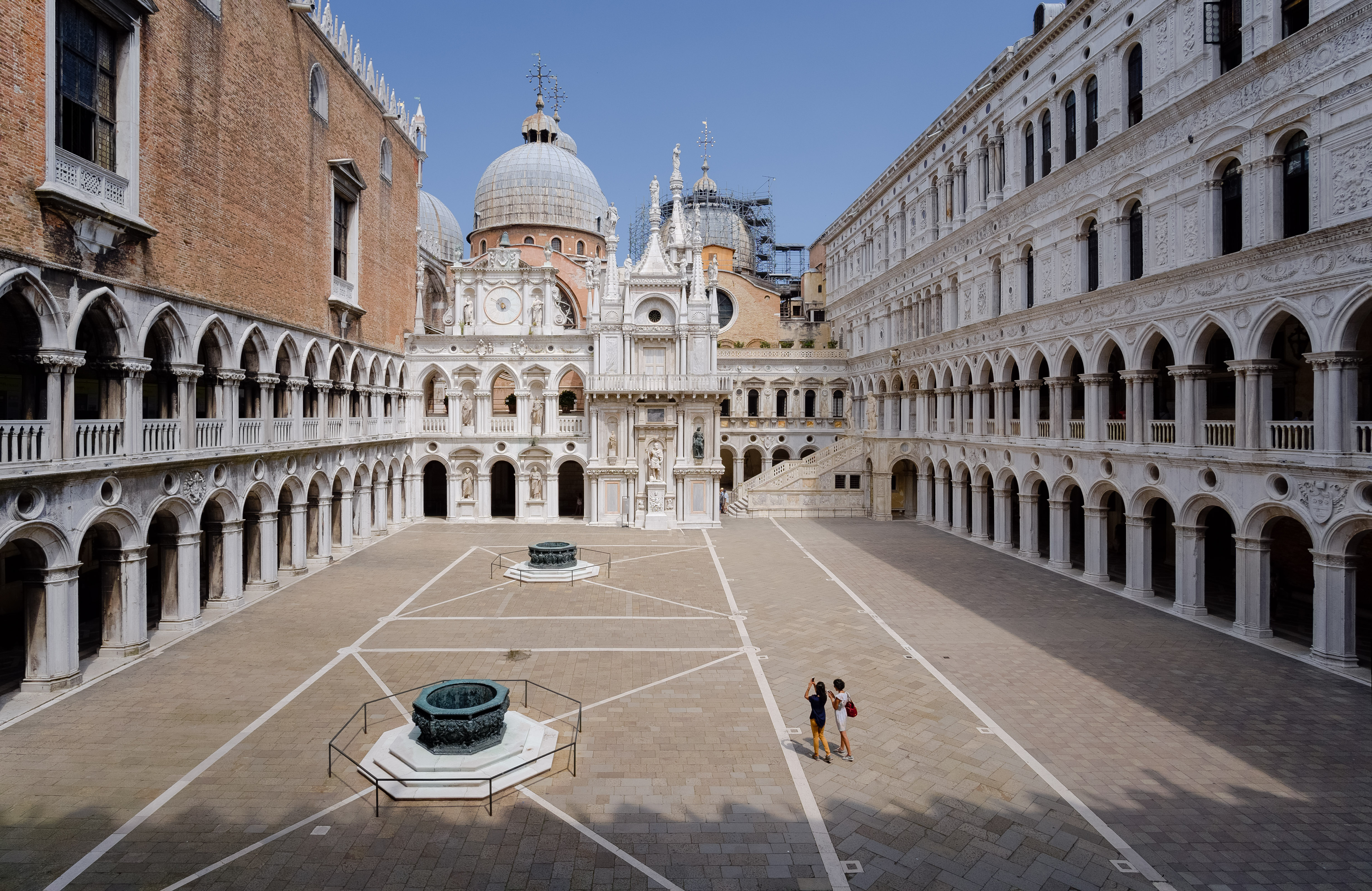
Cour du palais des Doges, avec au fond la basilique Saint-Marc

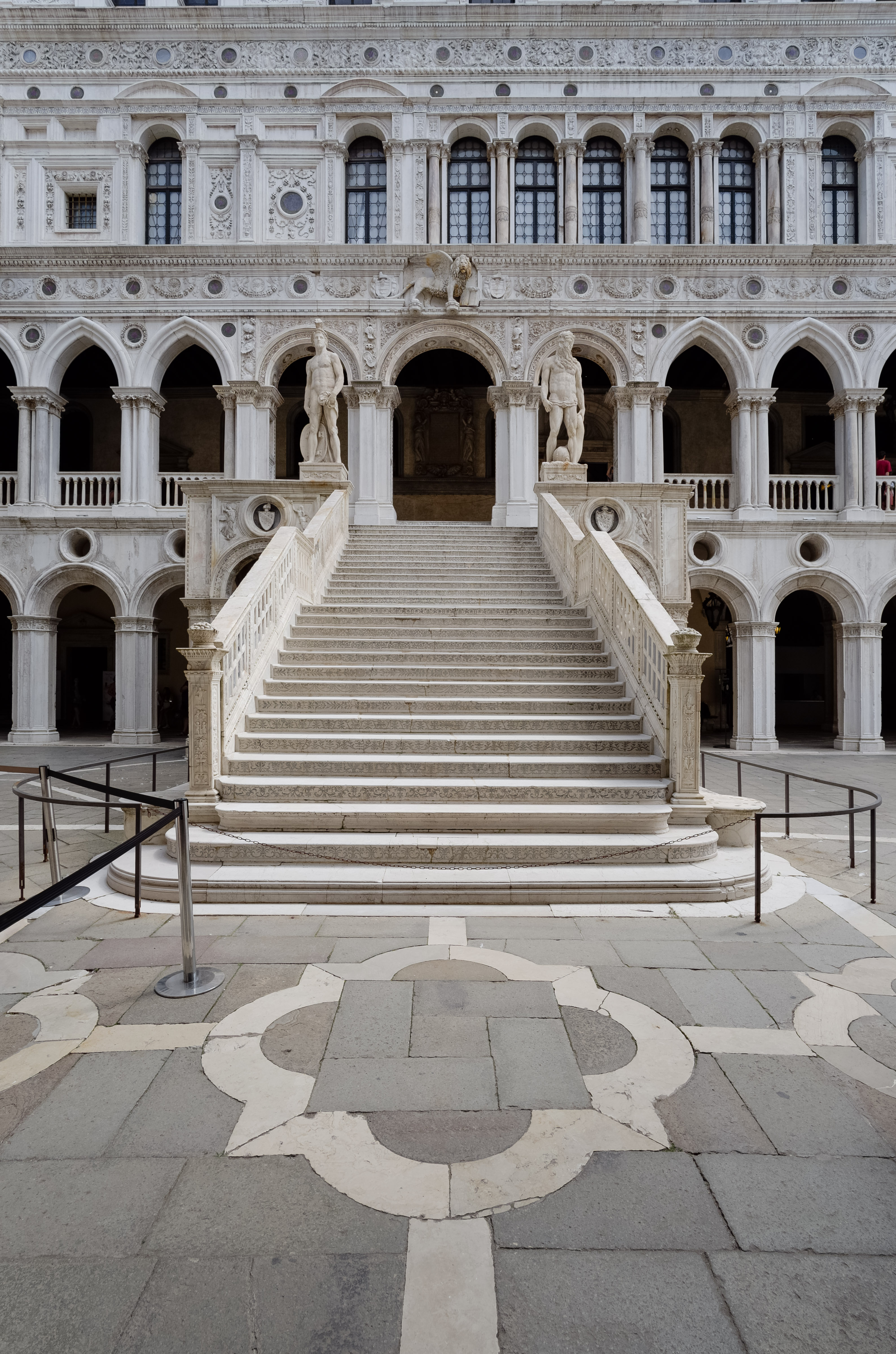
L'escalier des géants, et les statues de Mars et Neptune.

Un premier palais des Doges exista durant la république de Venise. Il fut détruit par un grand incendie en 976, qui détruisit également la première basilique Saint-Marc.
Le 28 décembre 1340 débutait la construction de la Sala Nuova du Grand Conseil qui ne sera achevée qu'en 1366. En 1365 le doge Marco Cornaro avait fait venir Guariento di Arpo de Padoue pour la décorer. Ce peintre avait réalisé autour du tribunal un monumental Couronnement de la Vierge au Paradis qui fut malheureusement gravement endommagé par l'incendie de 1577 et tomba dans l'oubli. On en retrouva des fragments en 1903, derrière Le Paradis du Tintoret. Ils furent alors détachés et placés dans la salle d'Armes.
Après l'incendie de 1577, les autorités vénitiennes décidèrent d'ouvrir un concours pour l'exécution d'une représentation du Paradis. Le programme iconographique fut élaboré par deux patriciens de Venise : Jacopo Marcello et Jacopo Contarini. Ce concours eut lieu entre 1578 et 1582. Les artistes vénitiens les plus importants tels que Le Tintoret et Palma le Jeune y participèrent. C'est Véronèse qui fut déclaré lauréat avec Francesco Bassano. Il ne réalisa pas ce projet, et un nouveau concours fut organisé à la mort de Véronèse. C'est Le Tintoret qui réalisa le travail « in situ » avec son fils.
Les doges de Venise y ont habité jusqu'en 1797. Ce palais fut pendant de nombreux siècles le siège de l'administration vénitienne. Les pouvoirs législatif, exécutif et judiciaire y étaient centralisés entre les mains du doge.
Jusqu’au XVIe siècle, le palais abritait les prisons de Venise situées sous les toits. Elles sont appelées les plombs (i piombi) car leur couverture était faite de plaques de plomb. En été, leur visite est d’ailleurs interdite à certaines heures de la journée car les visiteurs ne pourraient supporter la température qui y règne (plus de 50 °C). C’est dans cette prison que fut détenu Giacomo Casanova. Le 1er novembre 1756, il s'en évada avec l'aide de son voisin de cellule, un prêtre nommé Marino Baldi. Ce fut l'unique évasion qu'ait connu cette prison.
Puis une autre prison de 19 cellules fut construite à côté du palais (la prison des puits) ainsi appelée  car elle était non plus sous les toits, mais au rez-de-chaussée et en sous-sol. Les conditions de détention n’y étaient pas meilleures car, si les prisonniers ne souffraient plus de la chaleur intense, ils étaient constamment dans l’humidité et le froid, voire dans l’eau lors des crues, avec tout ce que de telles conditions entraînent en termes d’hygiène. L'espion Béguelin, condamné pour trahison, y passa les trente-sept dernières années de sa vie. Cette nouvelle prison et le palais ne sont séparés que par le Rio della Paglia, le seul lien entre ces deux bâtiments étant le pont des Soupirs, un petit pont de pierre entièrement fermé que les prisonniers traversaient après leur jugement pour gagner leurs geôles.
Les prisons des plombs faisaient partie d’une aire cachée du palais dont personne ne connaissait l’existence. Toute une administration secrète y réglait les affaires politiques et judiciaires de la république de Venise. De nombreux hauts fonctionnaires y travaillaient et leurs activités se déroulaient souvent la nuit. On considère d’ailleurs que c’est là que le pouvoir s’exerçait réellement, qu’il s’agisse d’affaires d’espionnage, de fiscalité, de législation, de commerce ou de bonnes mœurs, tout était du ressort de ces fonctionnaires et de leur police secrète

## Architecture
Ce palais représente la plus grande œuvre d’imagination de Venise. Il est une réussite du mariage de l'art gothique et de l'art de la Renaissance dans un décor coloré qui dissout les surfaces (architecture gothique vénitienne). Pendant une longue série d’années, les meilleurs architectes dirigèrent sa construction, les meilleurs peintres sa décoration. Le chantier du palais débute dans le courant de l'année 1340, sous la direction de l'architecte Pietro Baseggio (it) (?-1354). Celui-ci s'entoure de Filippo Calendario (it) (avant 1315-1355) , un ancien tailleur de pierre devenu architecte et sculpteur, et c'est ensemble qu'ils travaillèrent à la construction d'un bâtiment donnant sur la Riva degli Schiavoni (Rive des Esclavons). Calendario éleva d'autre part les six premières arcades en retour d'équerre sur la Piazzetta et, en tant que sculpteur, réalisa deux œuvres statuaires d'angle : Adam et Ève, côté Piazzetta et L'Ivresse de Noé, côté Rio della Paglia.
Les façades, l'une donnant sur la mer et l'autre sur la Piazzetta, se composent d’une épaisseur de murs massifs et polis soutenus par deux étages de piliers posés l’un sur l’autre. Côté Piazzetta, à l'étage, deux des colonnes de la loggia Foscara se distinguent des autres : réalisées en marbre rouge de Vérone, elles marquent l'endroit où étaient annoncées les sentences de mort, ensuite exécutées sur la place Saint-Marc, entre les colonnes de San Marco et San Todaro.
La cour intérieure du palais ne présente aucune unité, contrairement aux façades extérieures. La salle du Grand Conseil, qui comporte la plus ancienne façade, fut commencée dès 1340. C'est lors de sa reconstruction, de 1400 à 1410, que fut aménagée la grande fenêtre gothique centrale, située côté lagune, au-dessus de la porta Frumento. Cette réalisation, ainsi que celle du balcon central, est due aux frères Jacobello et Pierpaolo dalle Masegne. L'aile du Scrutin fut construite à partir de 1424, elle fut complétée quelques décennies plus tard par les structures qui remplissent l'espace entre le Palais et la Basilique. Située entre la Basilique Saint-Marc et le palais, la porte della Carta fut élevée pour l'essentiel par les architectes Giovanni Bon et son fils Bartolomeo auxquels se joignit Antonio Bregno (vers 1400-1457). Ce dernier collabora par la suite avec Antonio Rizzo (vers 1440-1499) à l'édification du passage Foscari. Ce même Antonio Rizzo eut à remanier l'aile orientale, à la suite d'un incendie ayant endommagé en 1483 cette partie du bâtiment riveraine du Rio della Paglia. C'est à cette occasion qu'il réalisa l'escalier des Géants, qui permettait l'accès à l'édifice nouvellement créé. Cependant le chantier ne fut achevé que vers le milieu du siècle suivant. En raison des variantes du projet et des nouveaux architectes, la façade devint un mélange composite de style Renaissance et de style gothique. Cela se traduisit par de nombreuses fenêtres et plusieurs sculptures sur la façade mais la loge supérieure conserva son style gothique afin de respecter la tradition. Enfin, en 1577, le palais eut à subir un nouvel incendie. Pour assurer sa restauration, on fit appel à l'architecte-ingénieur suisse-italien Antonio da Ponte. La réalisation de cette entreprise donna au palais son aspect d'aujourd'hui.
Pour monter vers les appartements du doge et les salles institutionnelles, on emprunte l'escalier d'Or : les stucs de la voûte y sont entièrement recouverts de feuilles d'or. L'ouvrage fut réalisé par Jacopo Sansovino, cependant c'est son fils Francesco qui en acheva la décoration. Les scènes peintes au plafond représentent Vénus, Neptune (dieu de la mer donc lié aux Vénitiens) et les vertus nécessaires pour gouverner. On y trouve également des grotesques réalisés par Battista Franco, un peintre maniériste.
Les appartements du doge sont situés contre l'abside de la basilique Saint-Marc. La proximité des salles institutionnelles accordait peu de place à la vie privée du doge.

## Décoration intérieure
Le palais est surtout un musée magnifique avec ses salles entièrement décorées par de très grands peintres, en particulier Véronèse, installé à Venise en 1553, et Le Tintoret. Certaines œuvres sont aujourd'hui déplacées dans des musées.
Œuvres de Véronèse
Années 1554-1556 :
- Salles du conseil des Dix : Junon dispensant ses dons à Venise, 1554-1556 de 365 × 147 cm
- Salle des audiences : Jupiter foudroyant les Vices, un médaillon qui décorait, en son centre, le plafond
- Salle de la Boussolla : Saint Marc couronnant les Vertus, à présent au musée du Louvre

Années 1575-1578 :
- Salle du Grand Conseil : Triomphe de Venise
- Salle du Collège :
  - Les Allégories de la Vertu
  - Mars et Neptune de 250 × 180 cm
  - Arachné ou La Dialectique de 150 × 120 cm
  - Venise, entre la Justice et la Paix de 250 × 180 cm
- Salle du Magistrato : Venise recevant l'hommage d'Hercule et de Cérès[8] de 309 × 328 cm conservée aux Gallerie dell'Accademia de Venise

On peut y voir également aujourd'hui L’Enlèvement d’Europe, peint par Véronèse en 1580, toile de 240 × 303 cm qui provient du Palais Contarini à San Samuele

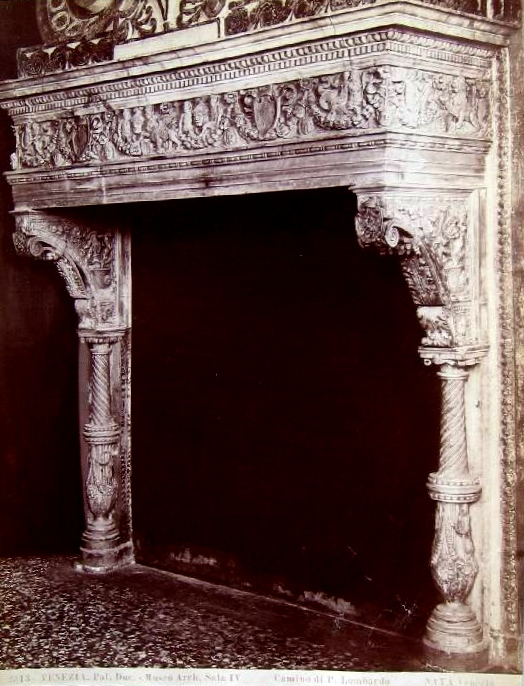
Cheminée du palais ducal
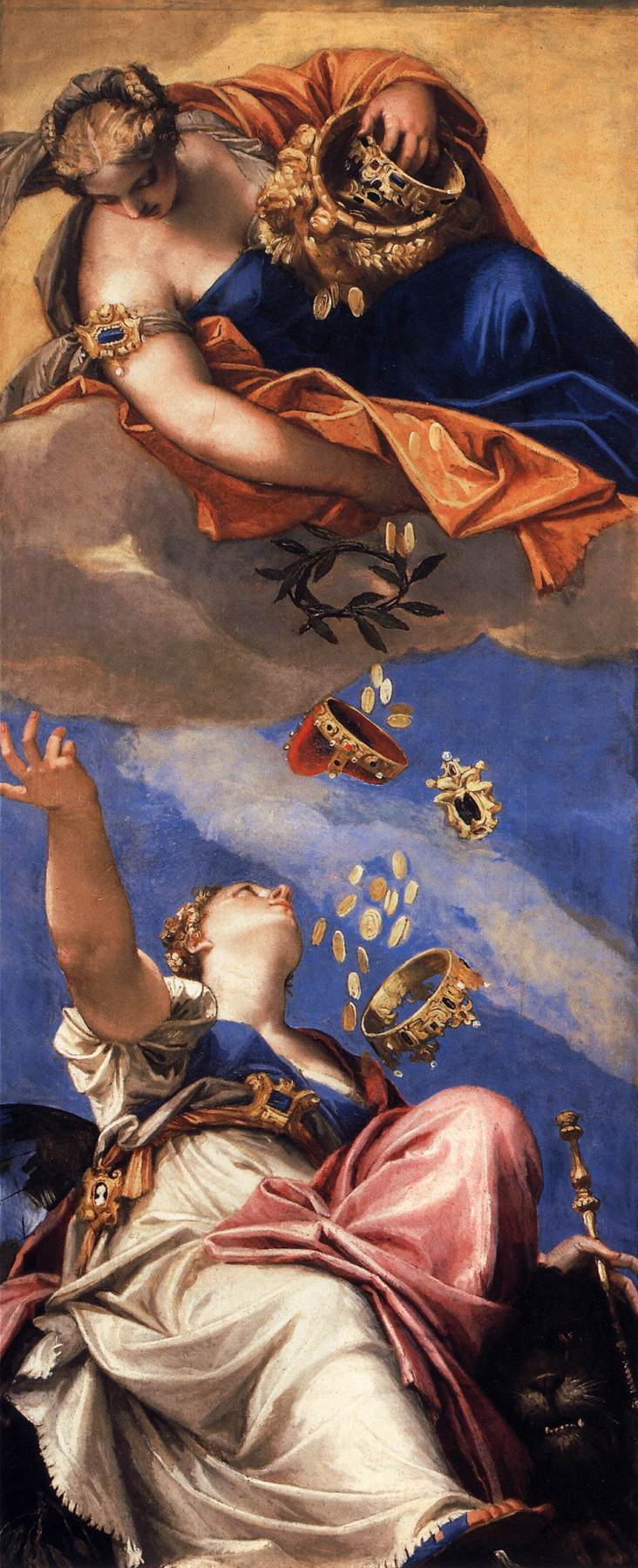
Junon dispensant ses dons Salle du Conseil
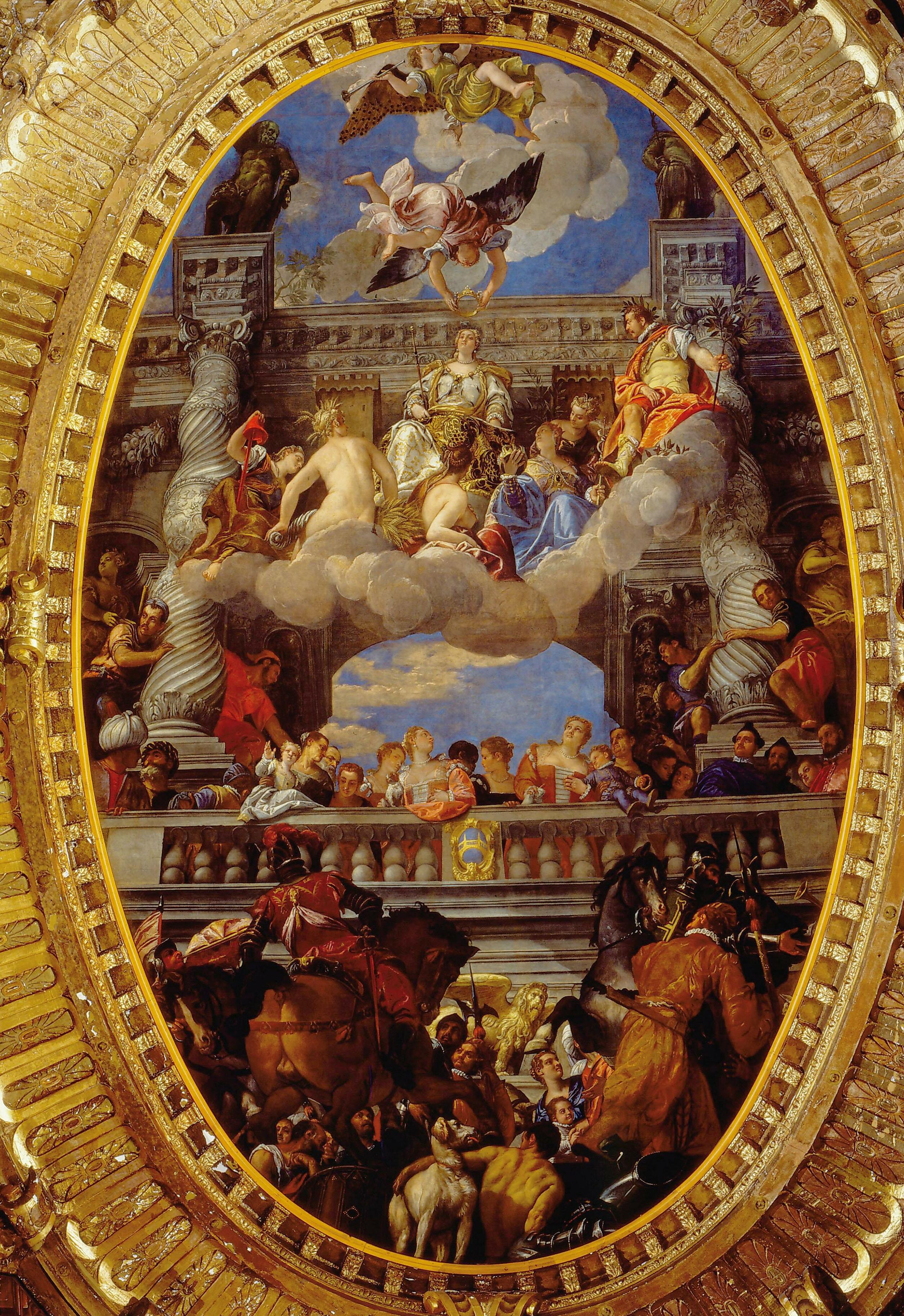
Triomphe de Venise Salle du Grand Conseil
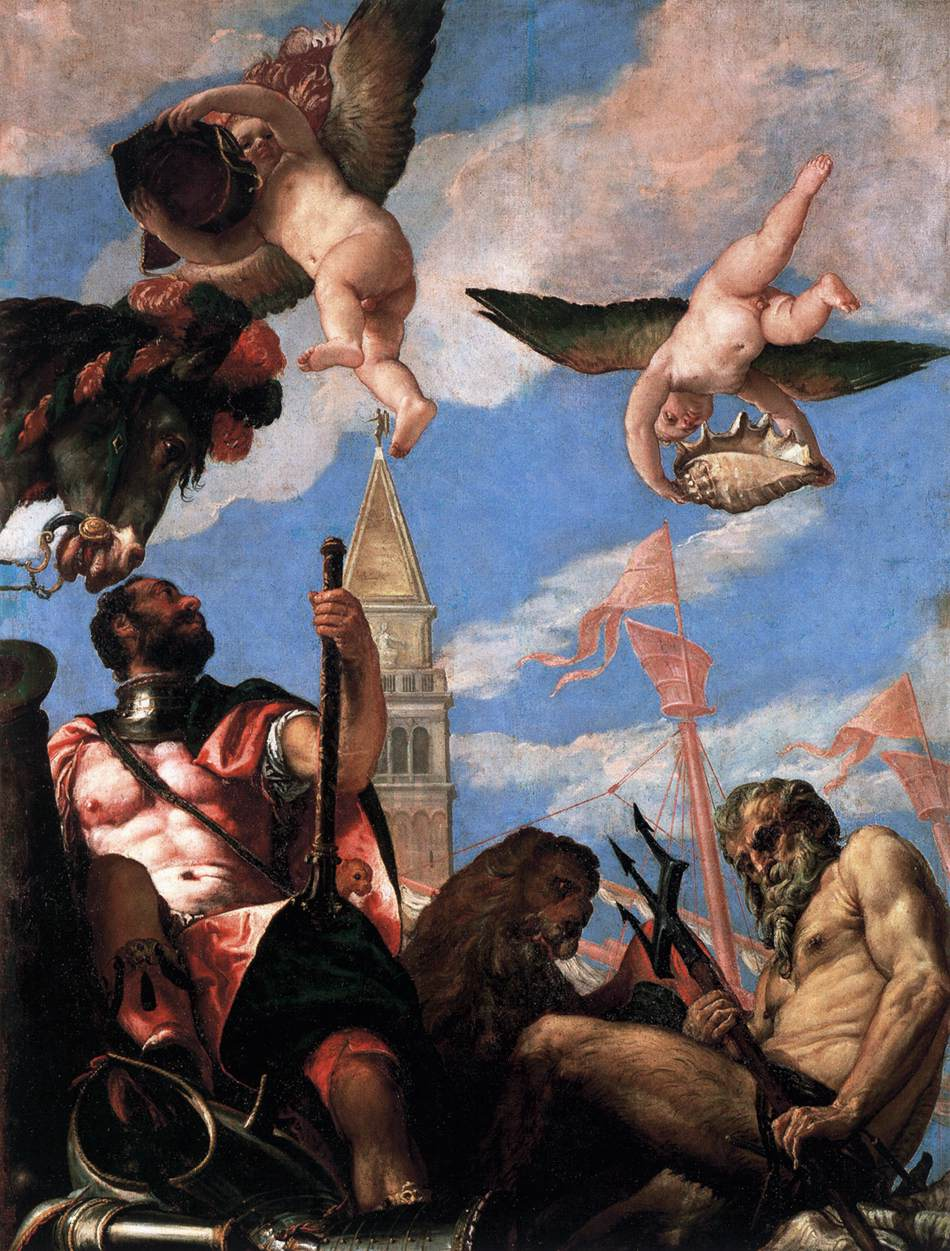
Mars et Neptune Salle du Collège
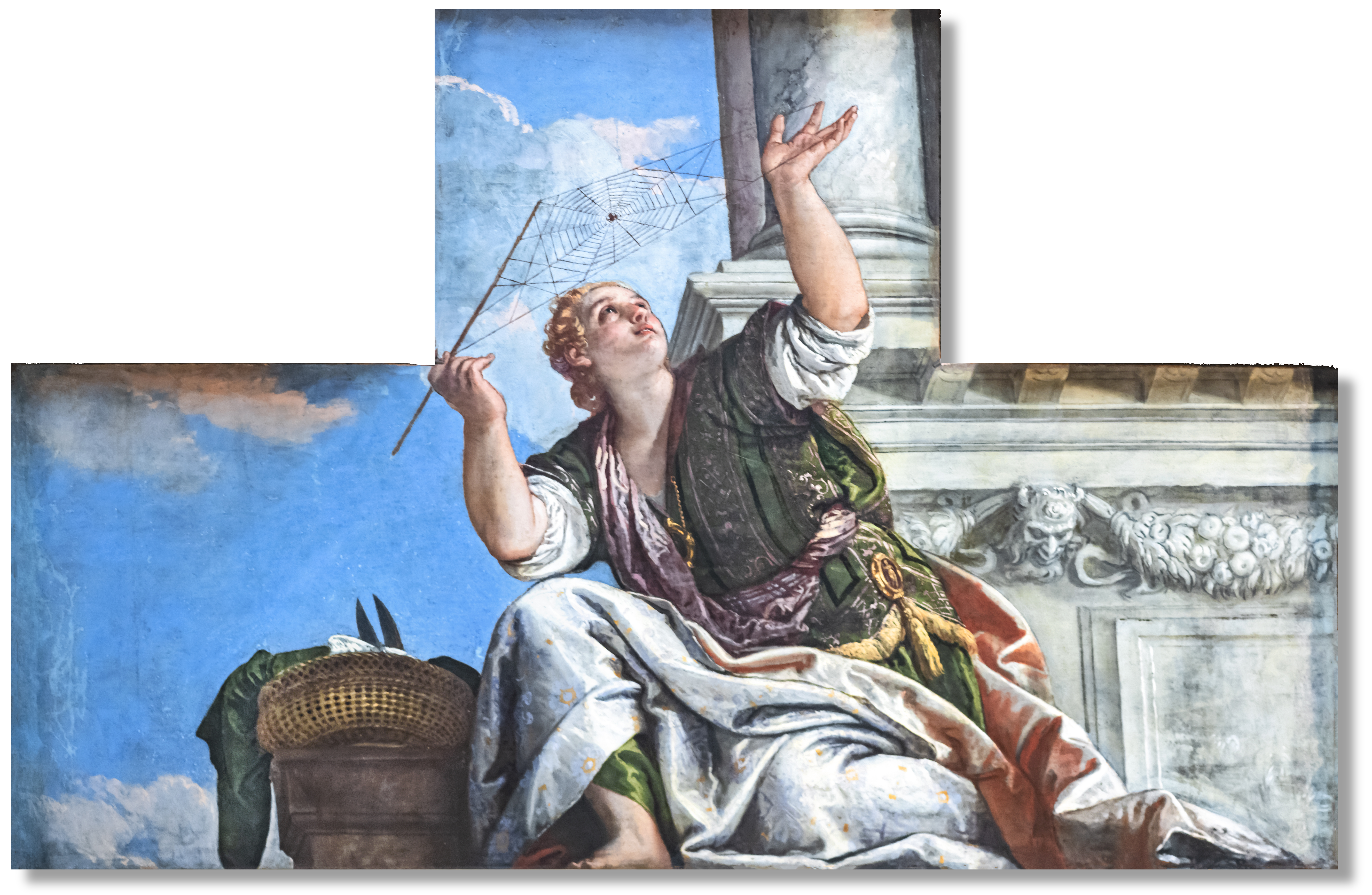
Dialectique Salle du Collège
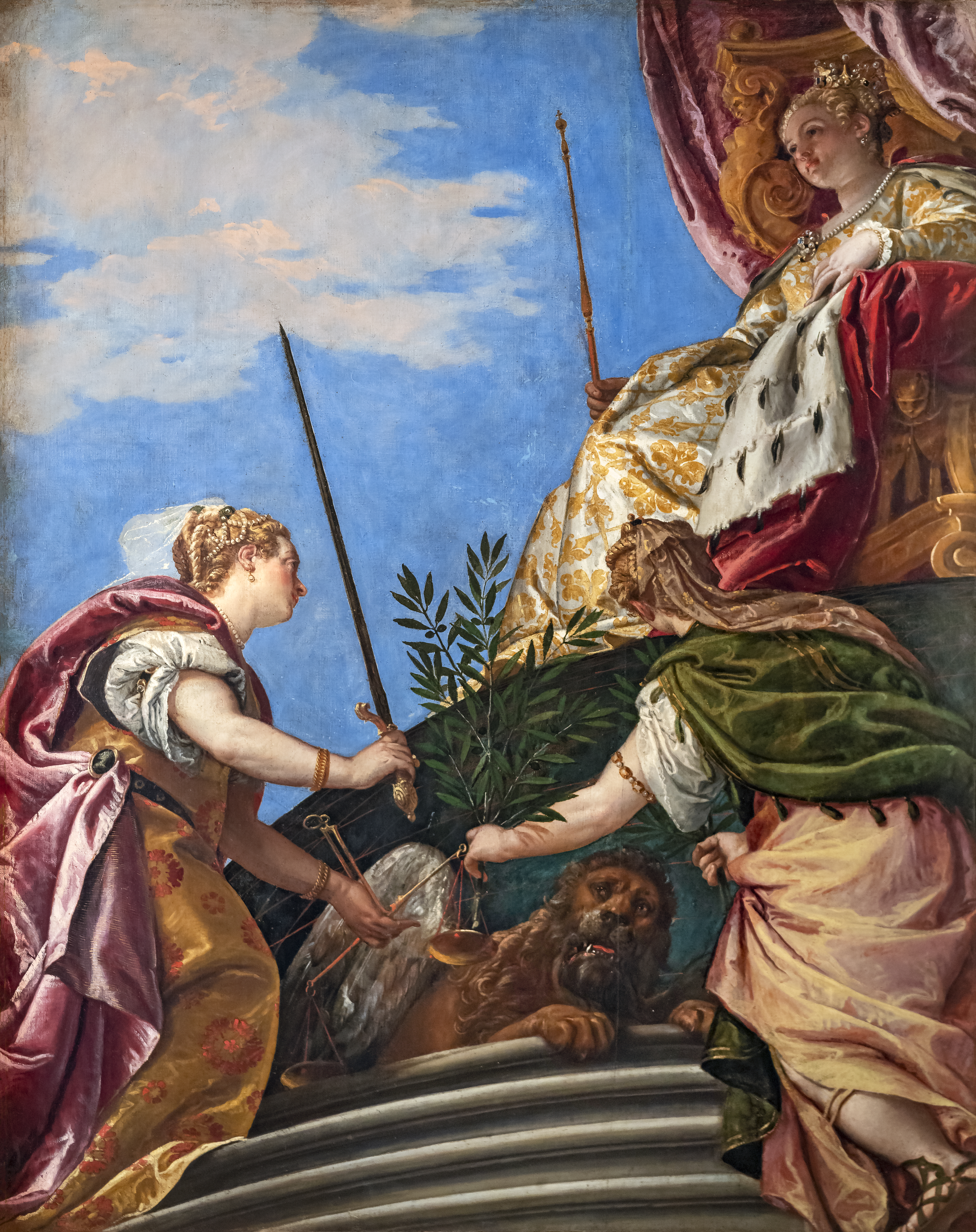
Venise entre la Justice et la Paix Salle du Collège
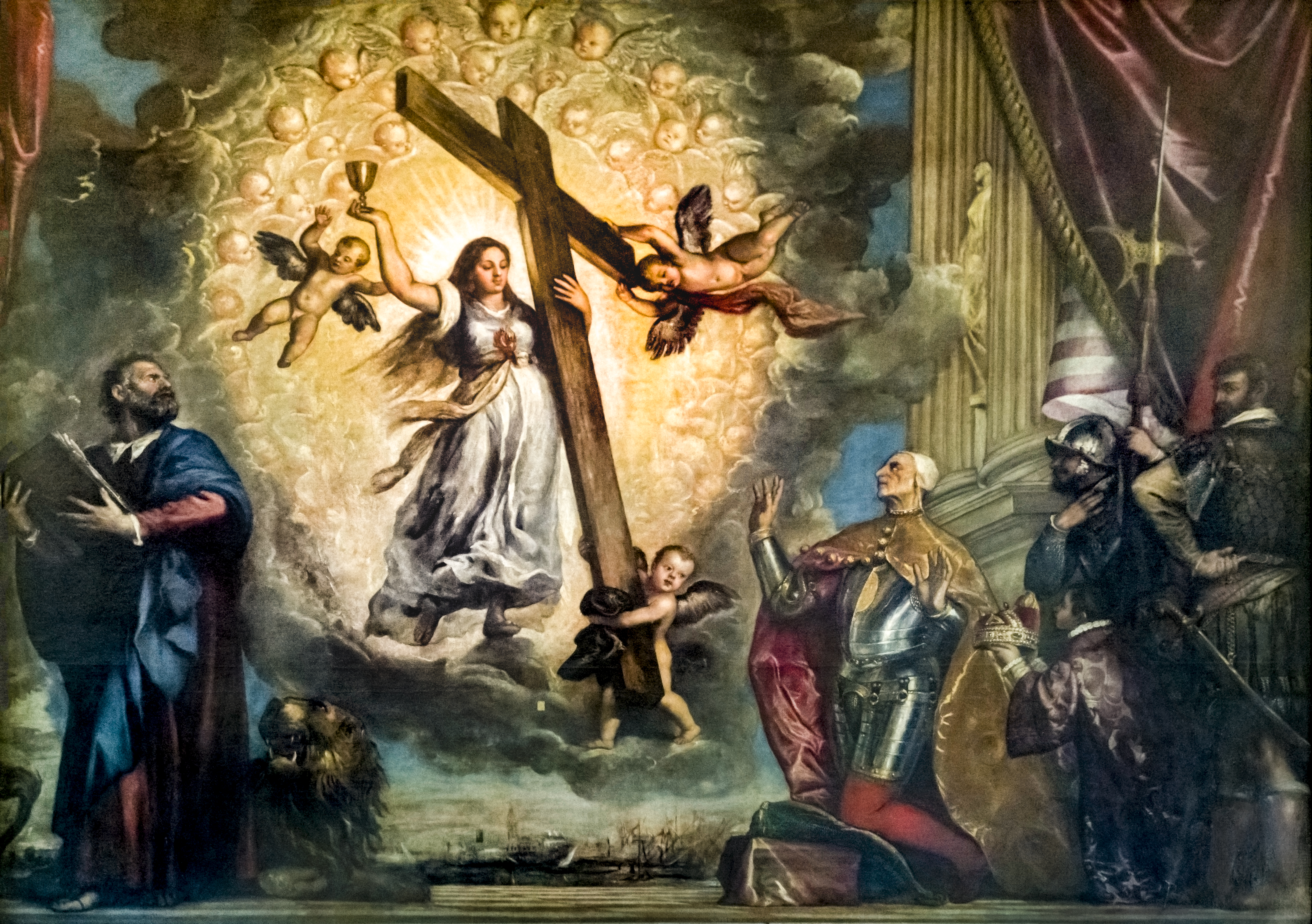
Le Doge Antonio Grimani à genoux devant la foi Le Tintoret
Le Paradis, par Le Tintoret

Œuvres du Tintoret
- Quatre Allégories à la gloire des doges de Venise, 1577;
- Ariane, Vénus et Bacchus;
- Le Doge Antonio Grimani à genoux devant la foi;
- l'immense toile du Paradis, datée de 1588, réalisée avec l'assistance de son fils Domenico Tintoretto, dans la salle du Grand Conseil (Maggior Consiglio).

## Musée du palais des Doges
De nombreuses statues originales ont été déposées et remplacées par des copies. Les originaux sont exposés dans le cadre du musée du palais des Doges, notamment les statues des frères Pierpaolo et Jacobello dalle Masegne du début du XVe siècle (1400-1404). Neuf statues, trois de saints et six d'allégories des vertus. Ces statues ornaient le balcon de la salle du conseil majeur du palais des Doges. 

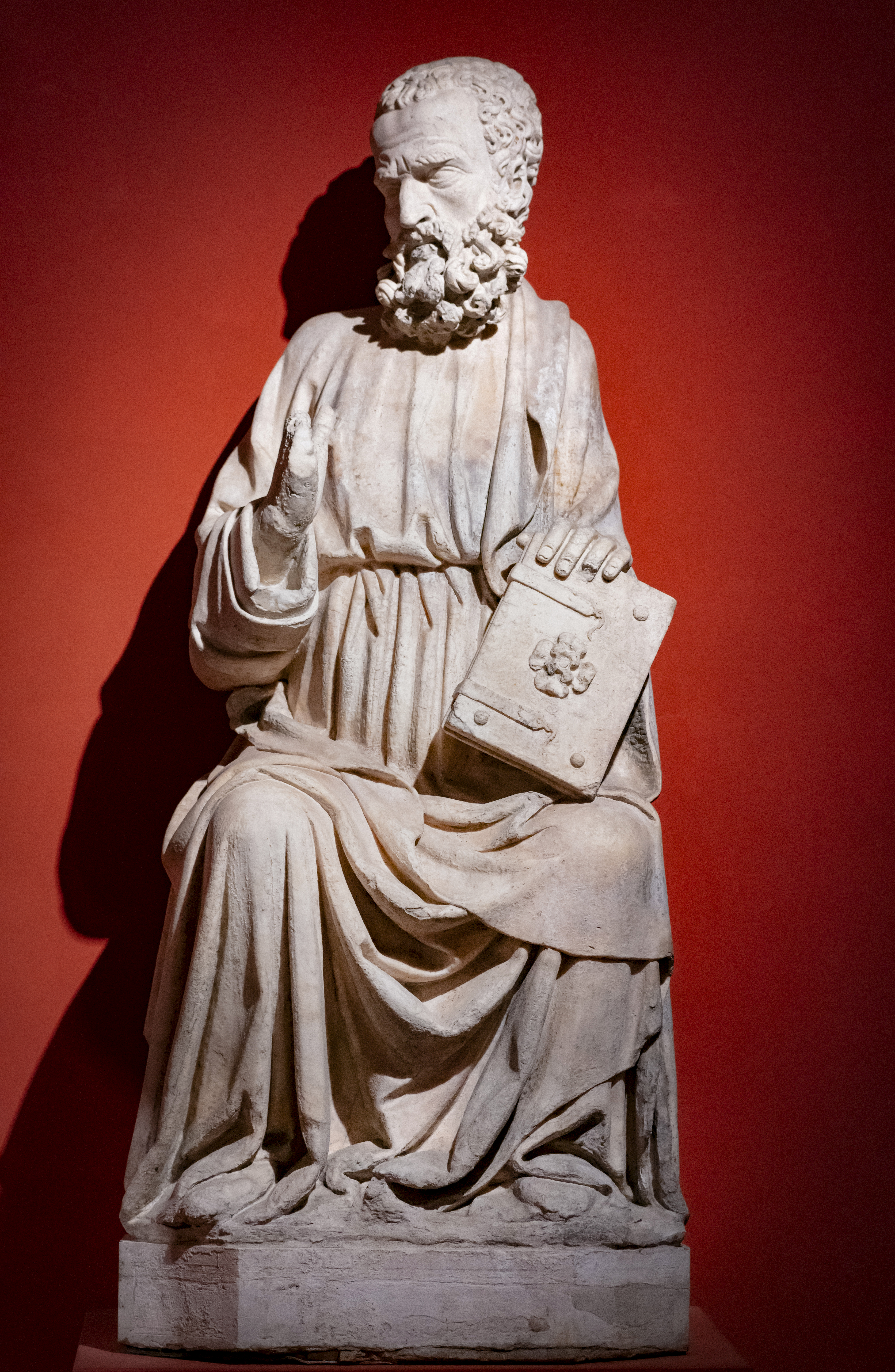
Saint marc Pierpaolo et Jacobello Dalle Masegne
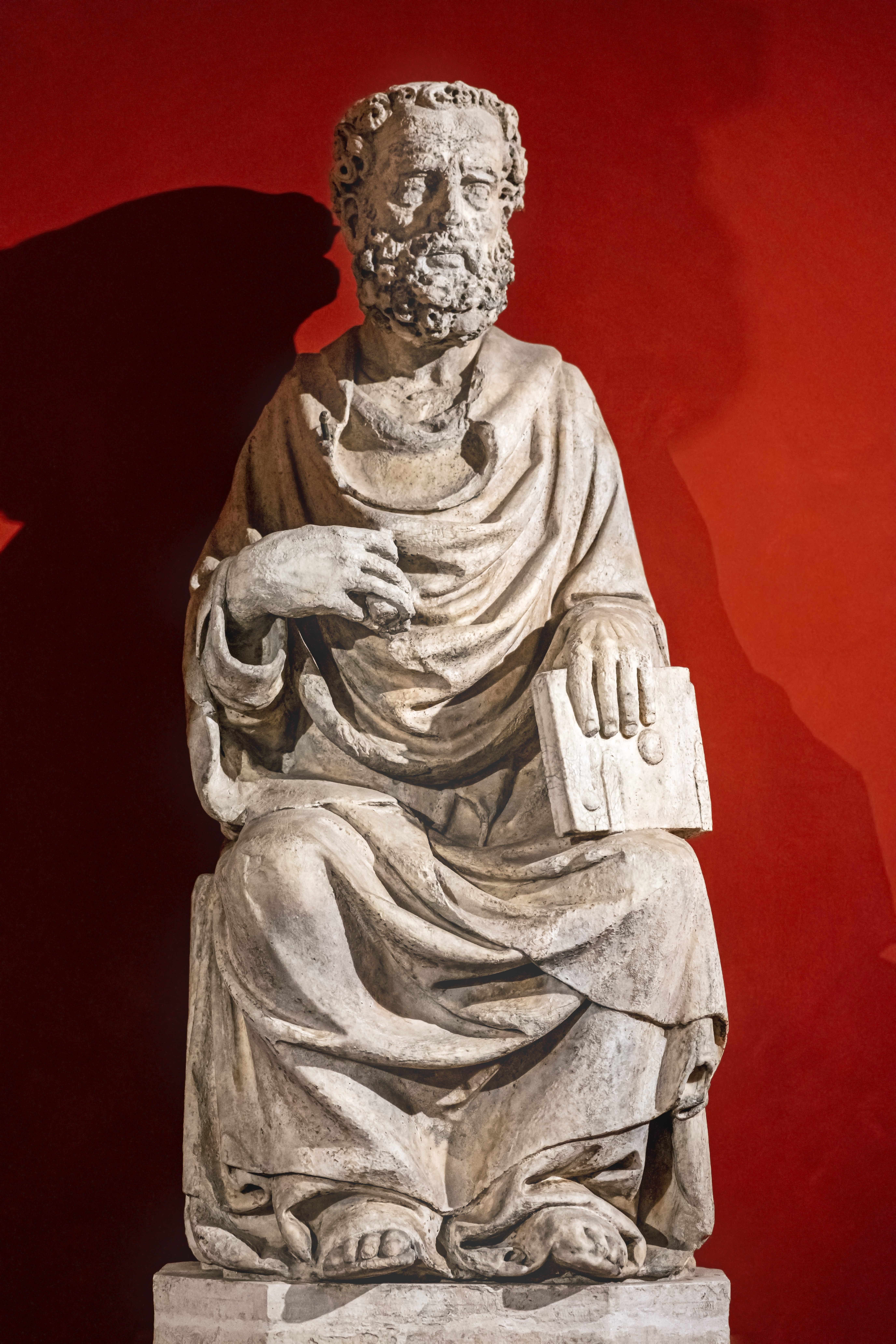
Saint Pierre Pierpaolo et Jacobello Dalle Masegne
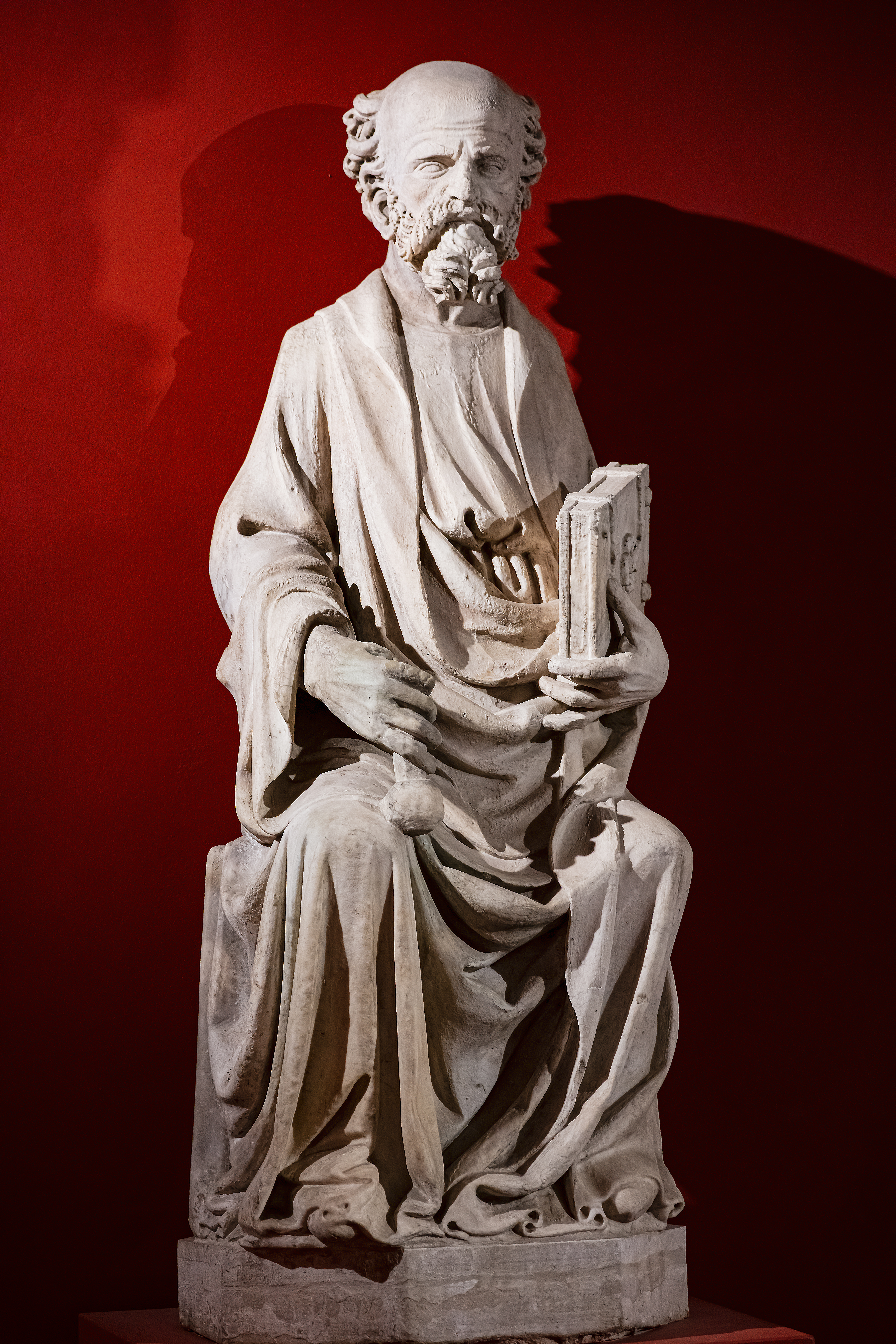
Saint Paul Pierpaolo et Jacobello Dalle Masegne
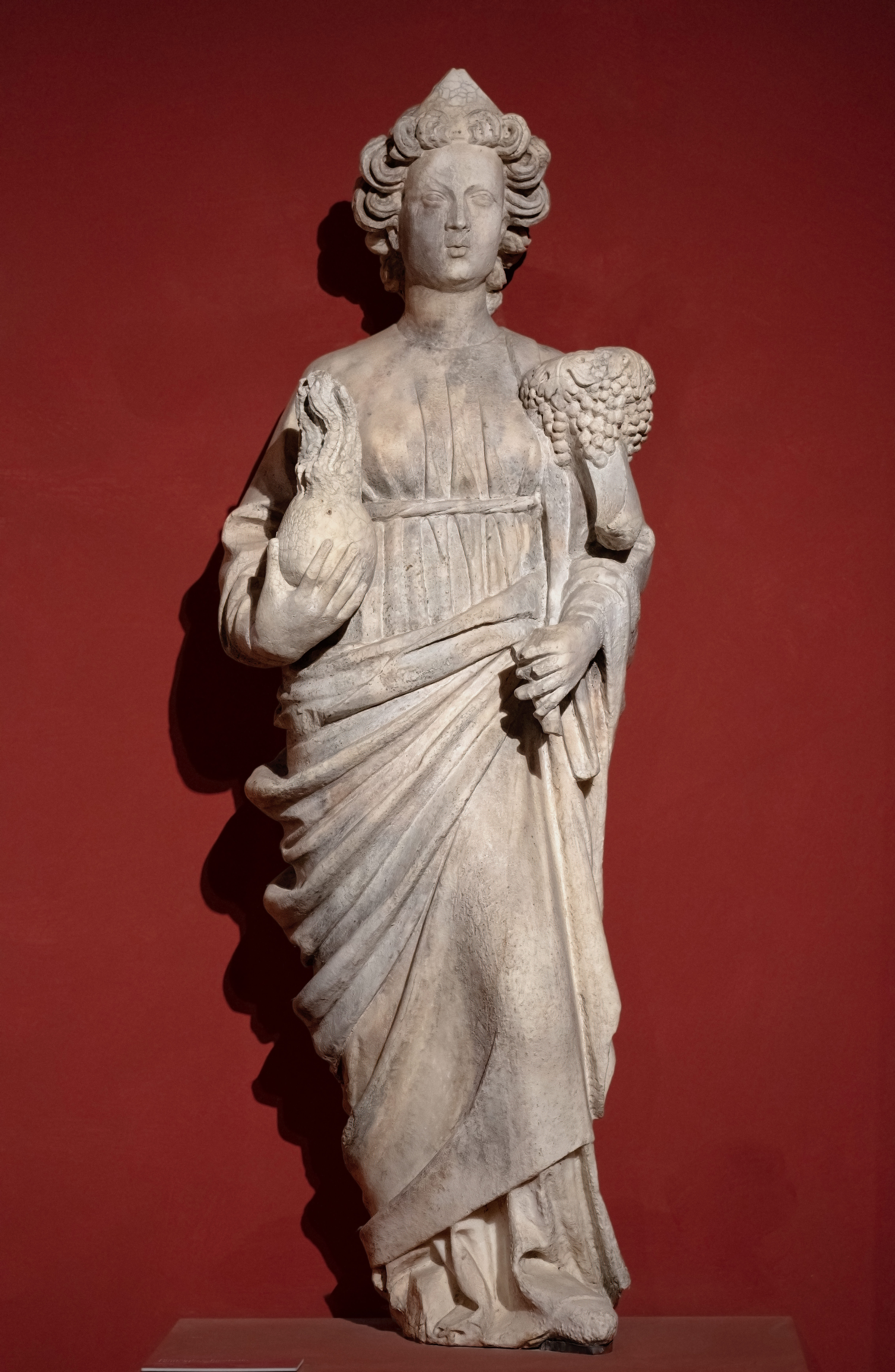
La Charité Pierpaolo et Jacobello Dalle Masegne
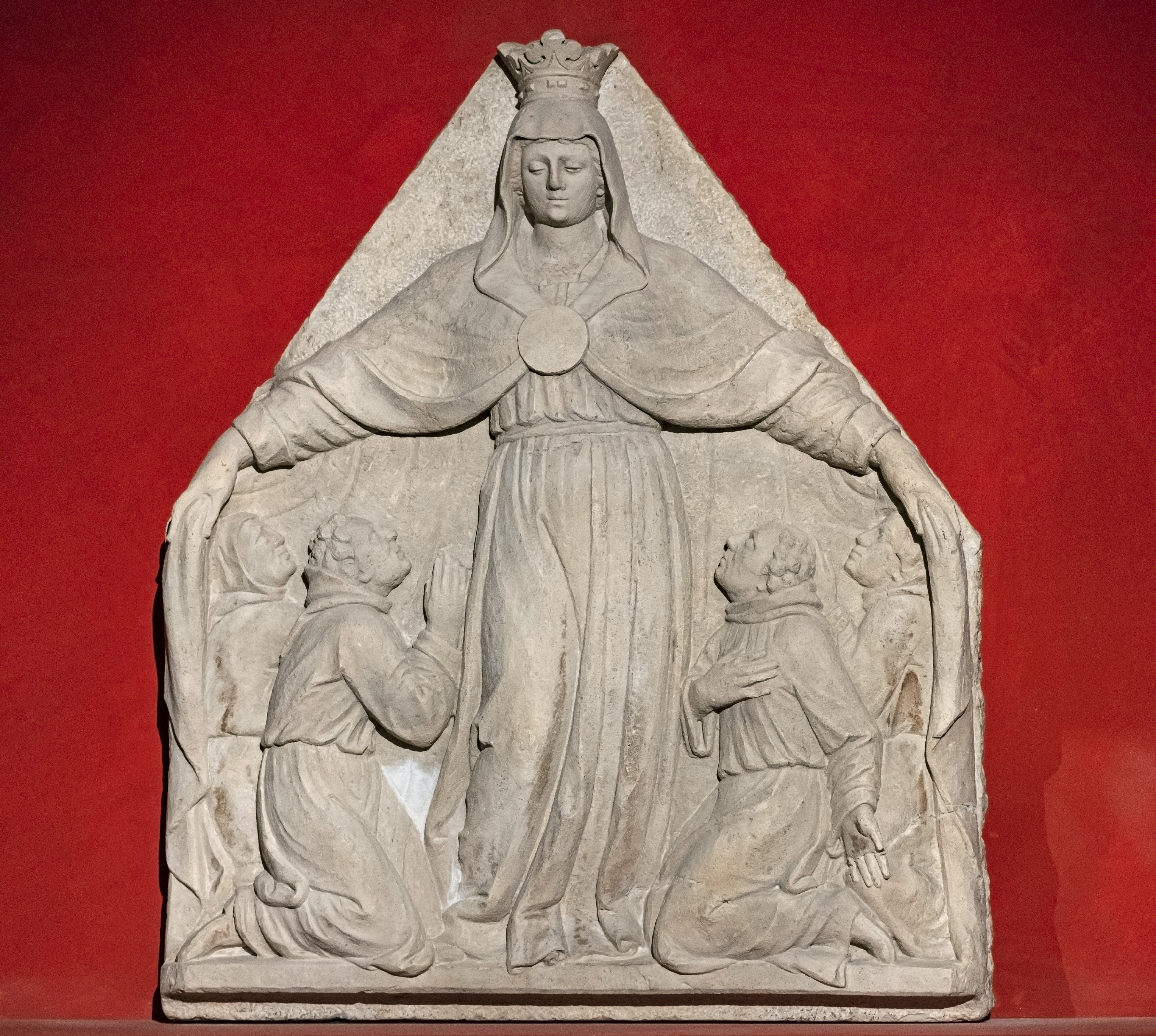
Vierge de pitié du XVe siècle

## Photographies

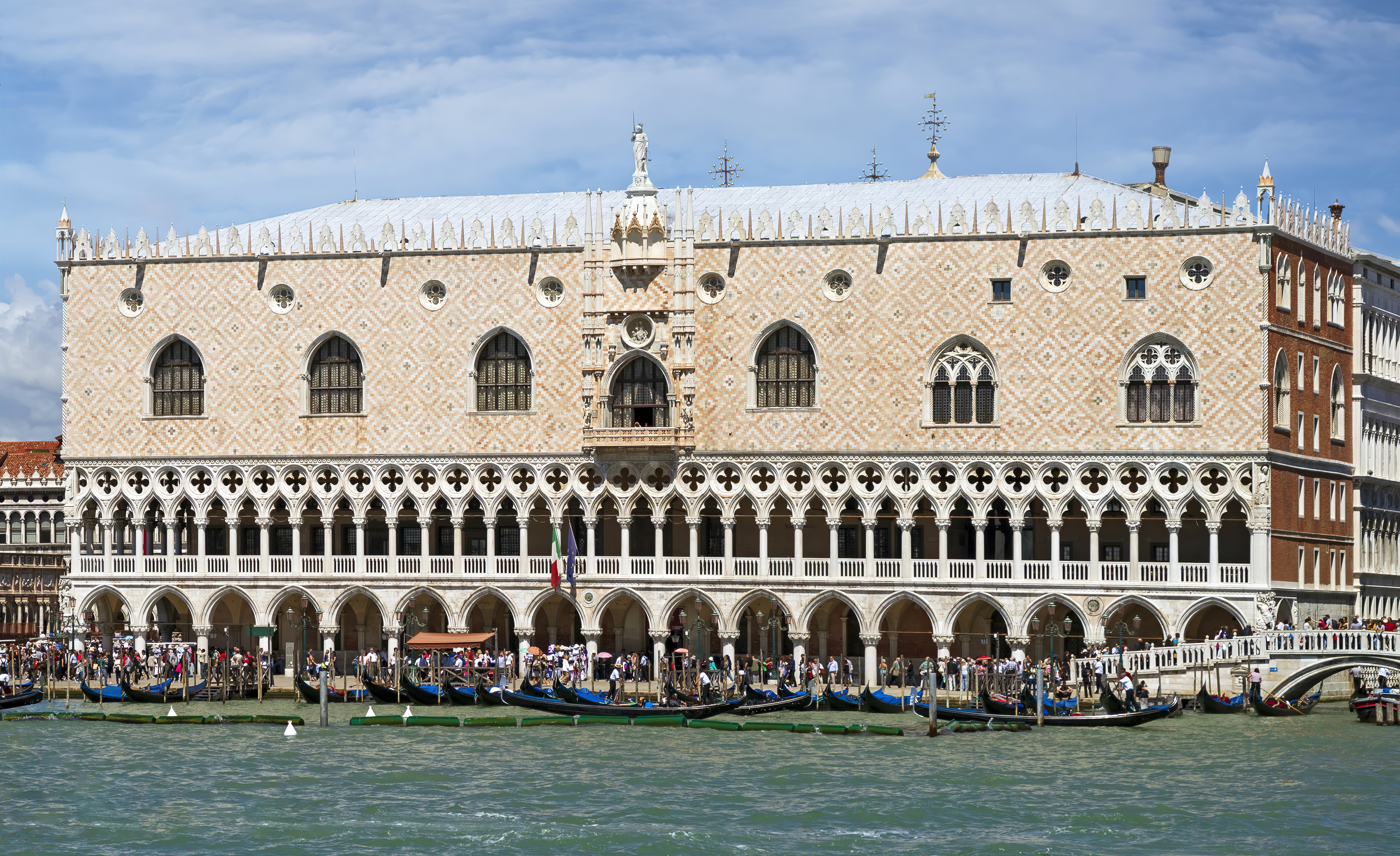
Façade donnant sur le bassin de saint Marc.
Une « bouche de lion »[11].
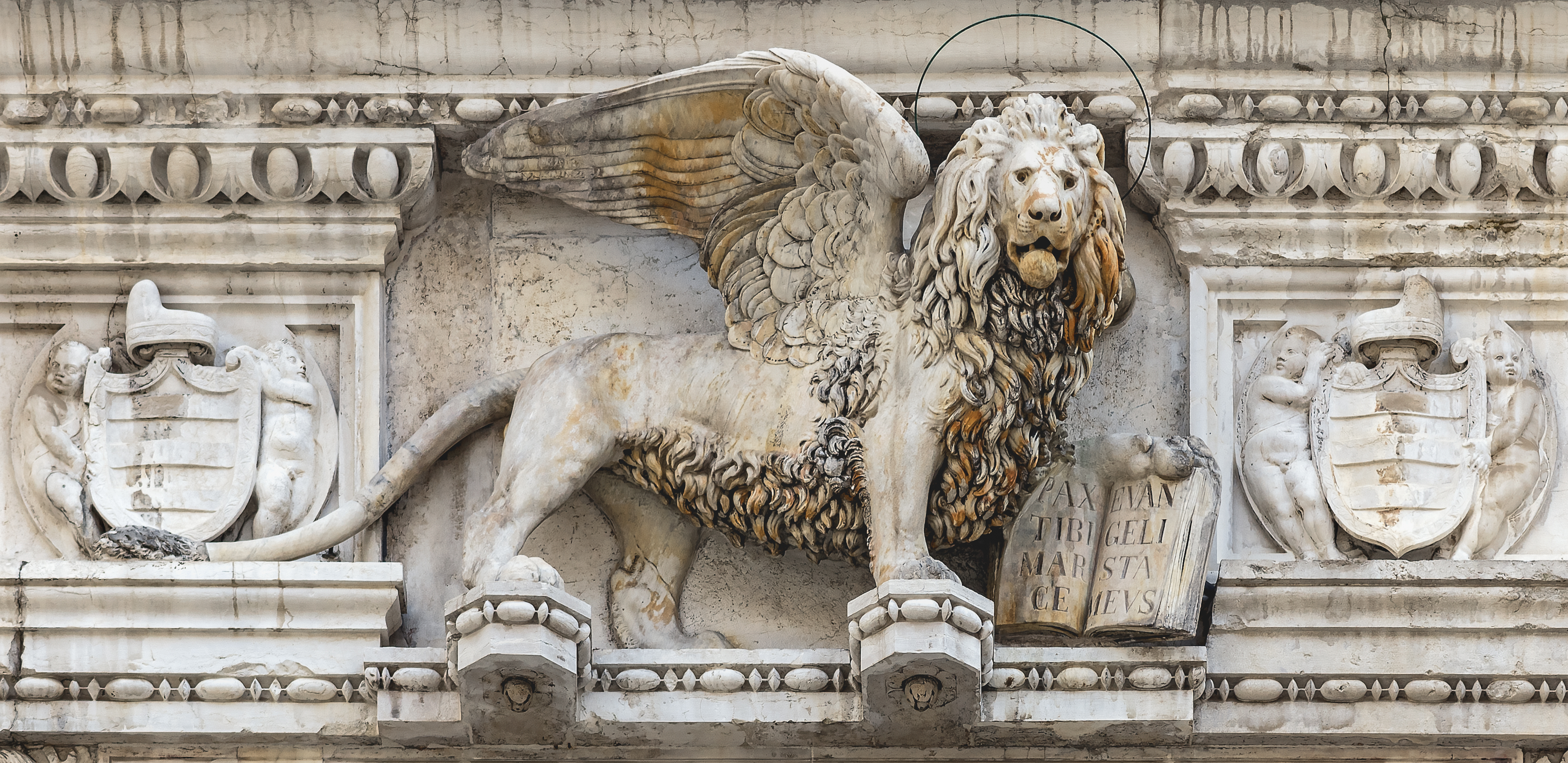
Le lion de St Marc dans la cour intérieure
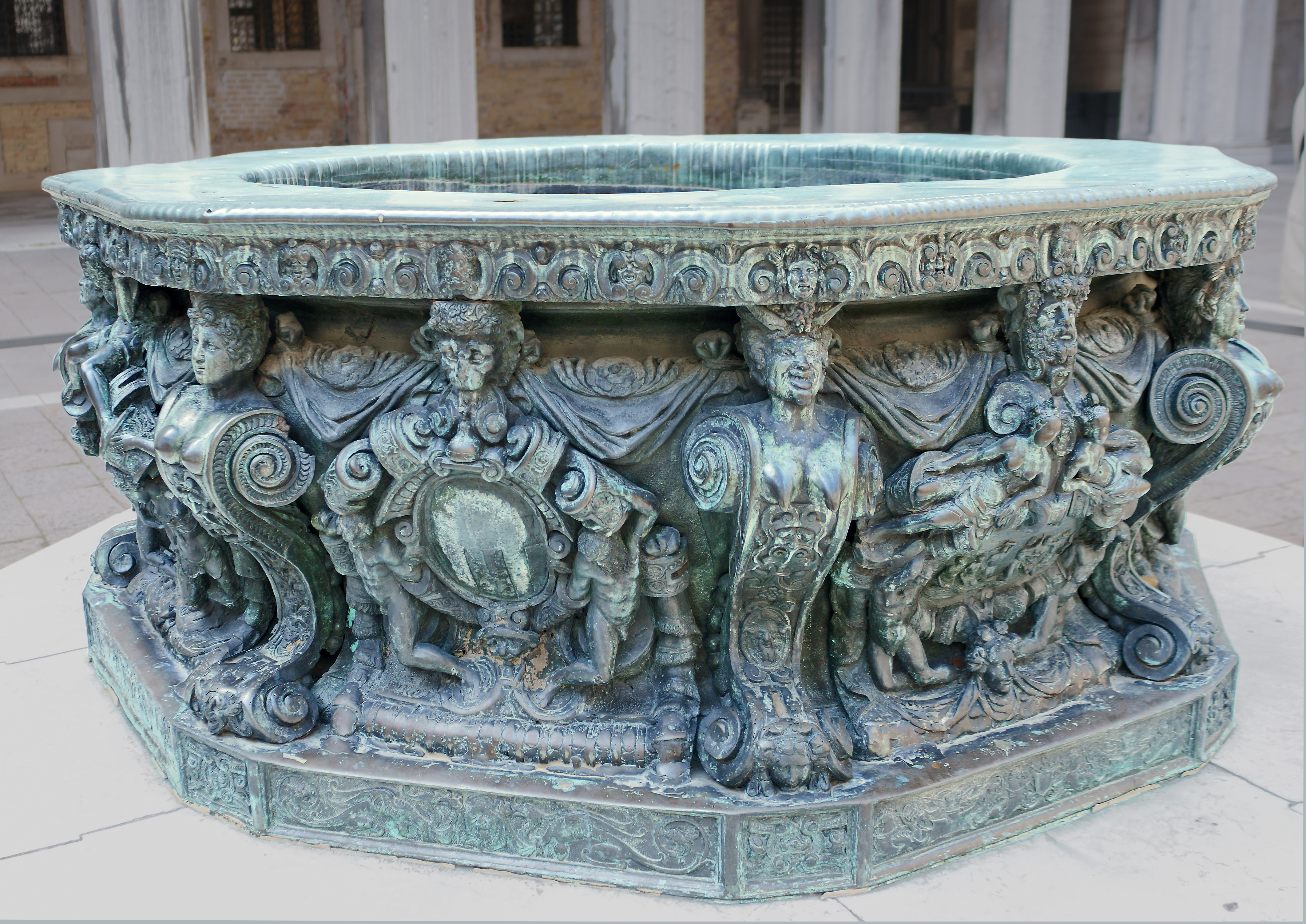
Pozzo dell'Alberghetti
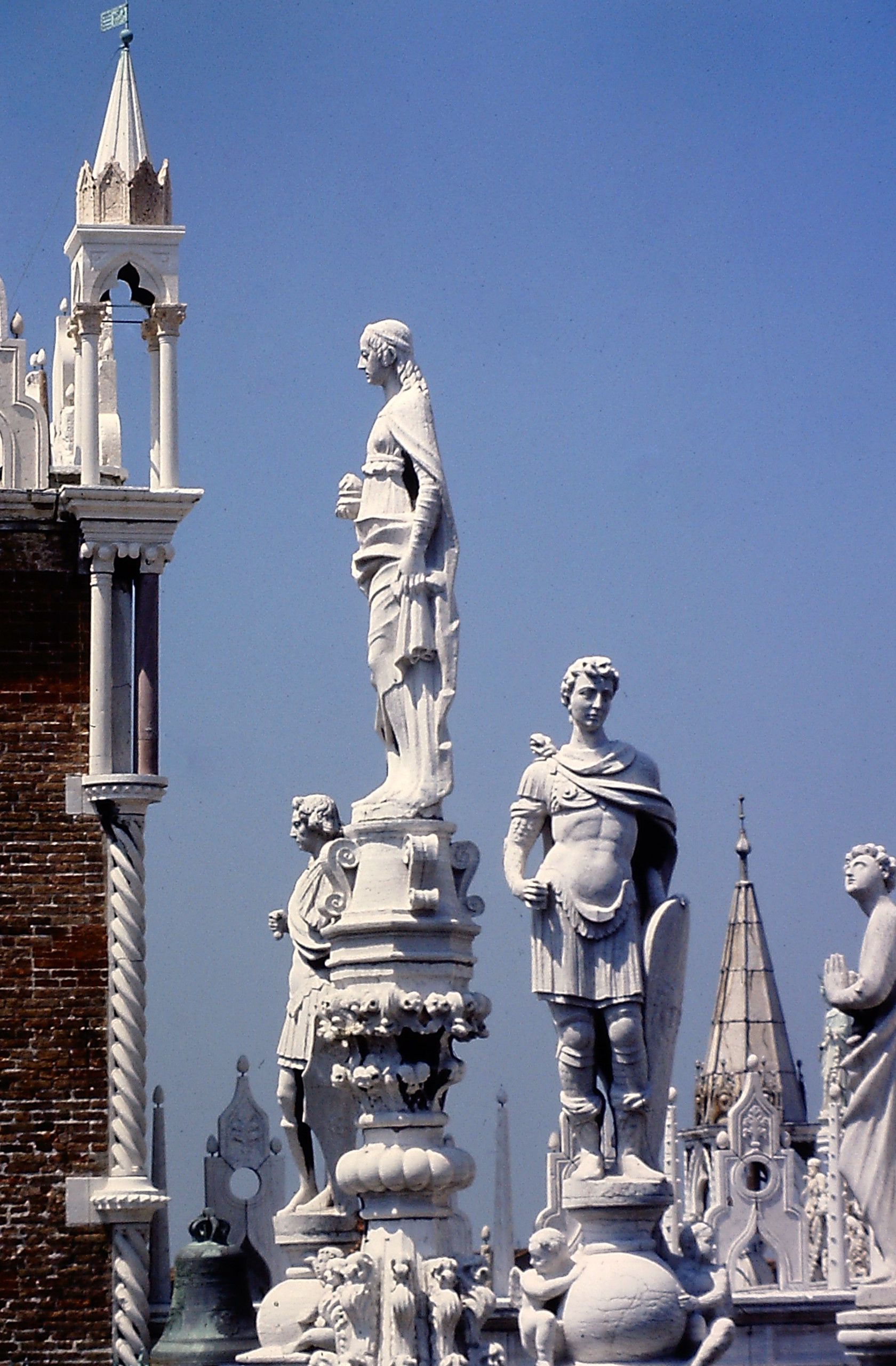
Détail du toit du Palais des Doges.

## Vu par les peintres

Canaletto
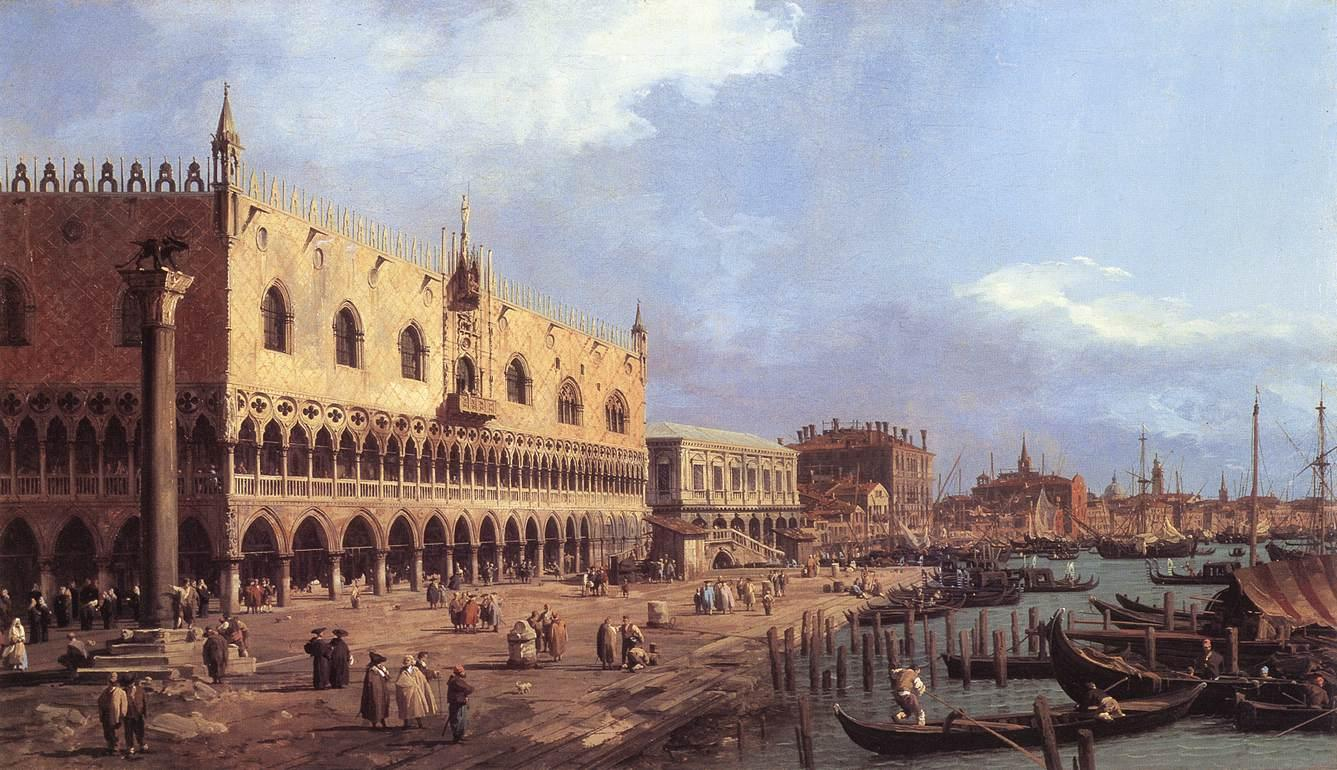
Venise, Le Grand Canal (Riva degli Schiavoni), 1734–1735 Sir John Soane's Museum
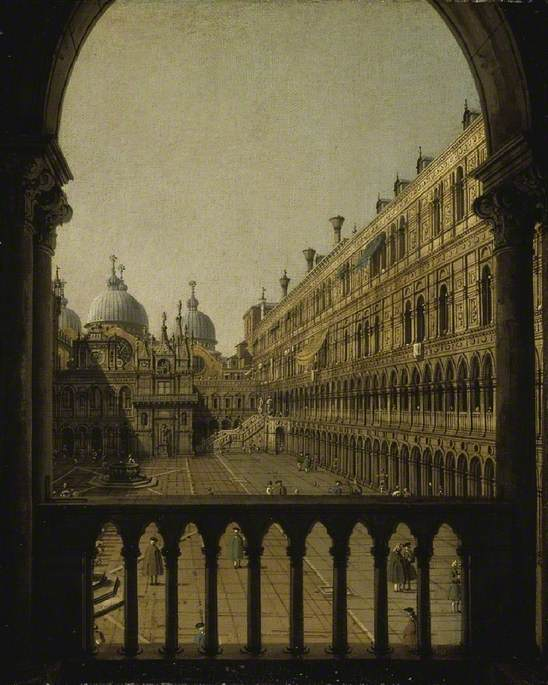
Cour intérieure du palais des doges, vers 1756 Fitzwilliam Museum
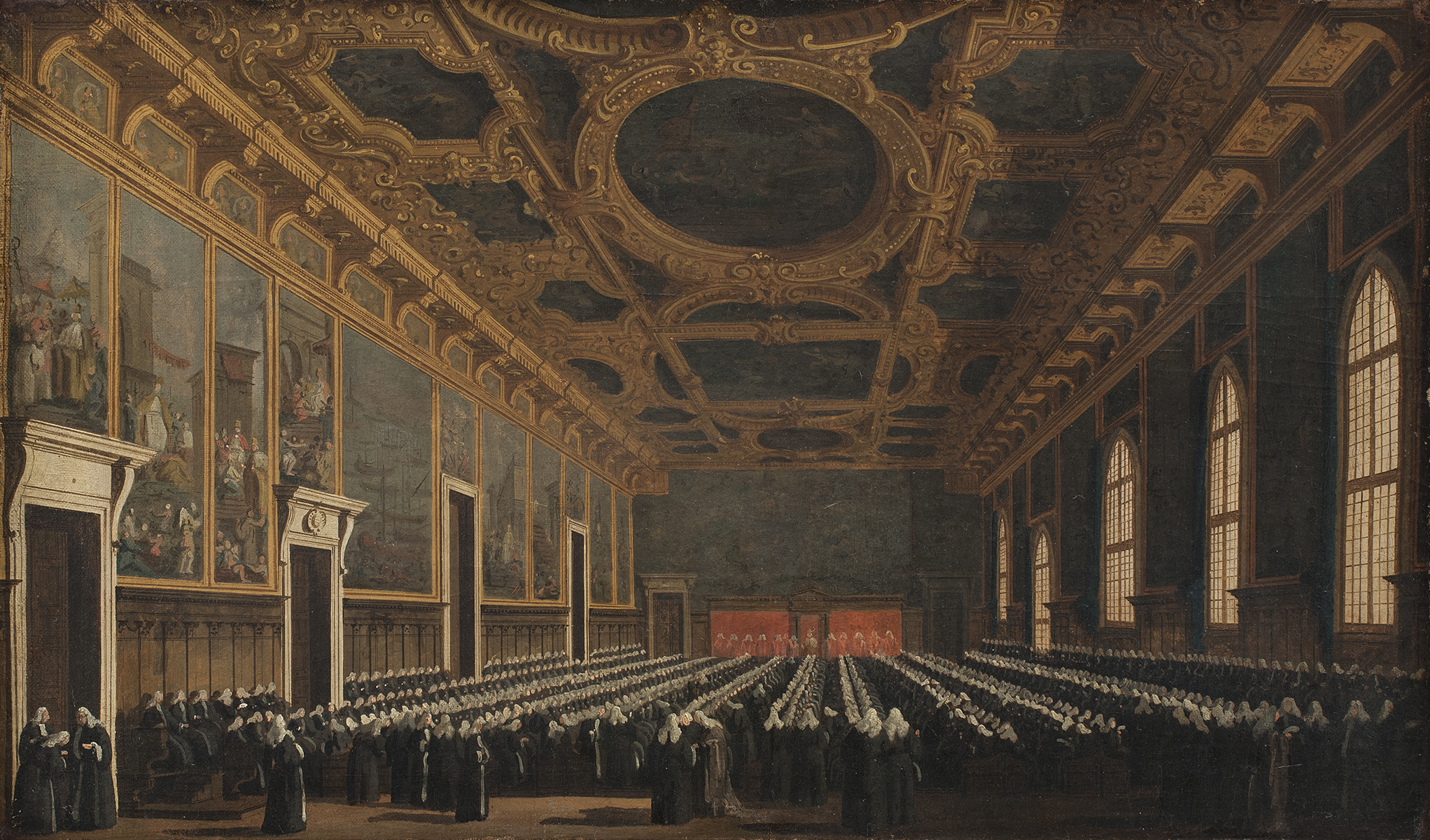
Le Doge et le grand conseil, vers 1763 Statens Museum for Kunst

Le palais des Doges vu par les peintres
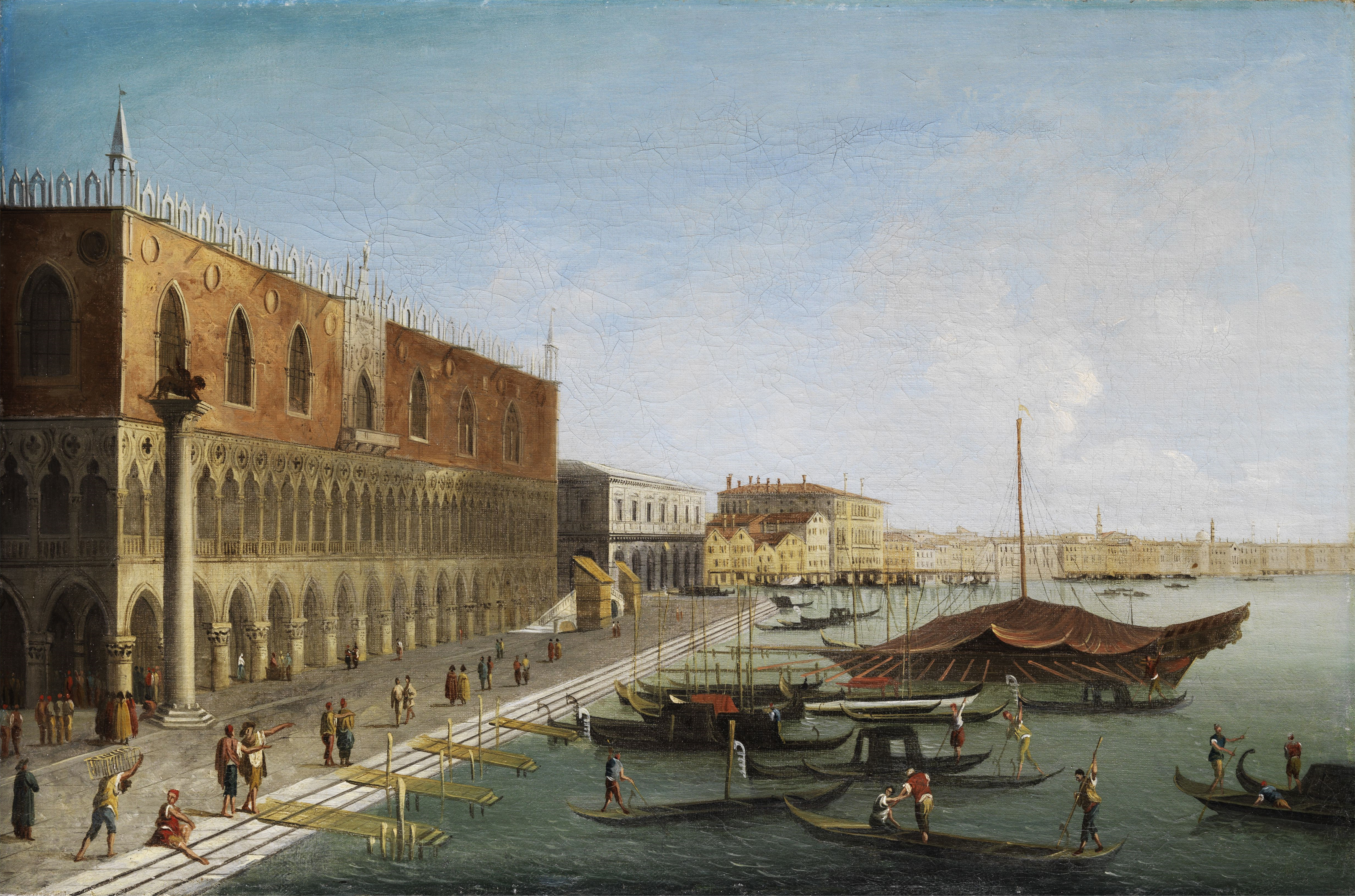
Venise (Le palais des Doges), Anonyme vers le XVIIIe ou XIXe siècle.
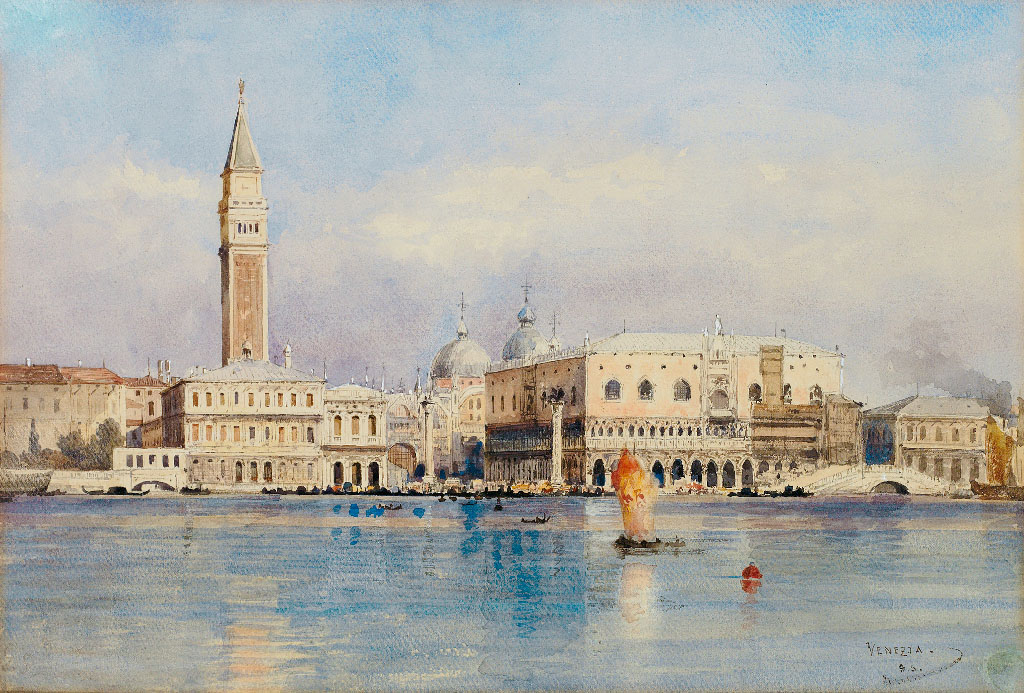
Vue sur le palais des Doges, la place Saint-Marc et le campanile de Johann Gottfried Steffan (de) vers le XVIIIe ou XIXe siècle
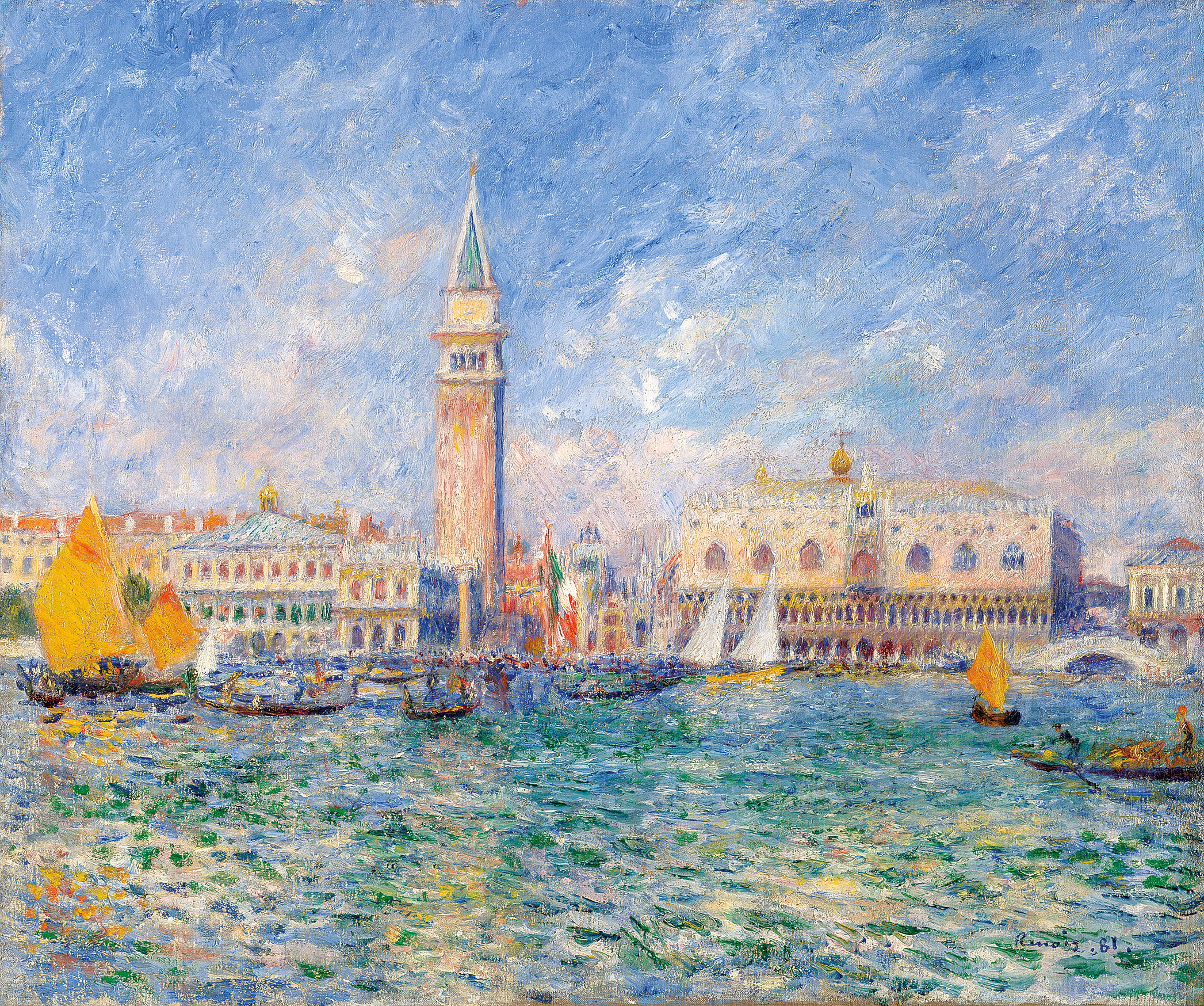
Vue de Venise (Le palais des Doges), Pierre-Auguste Renoir, 1881.
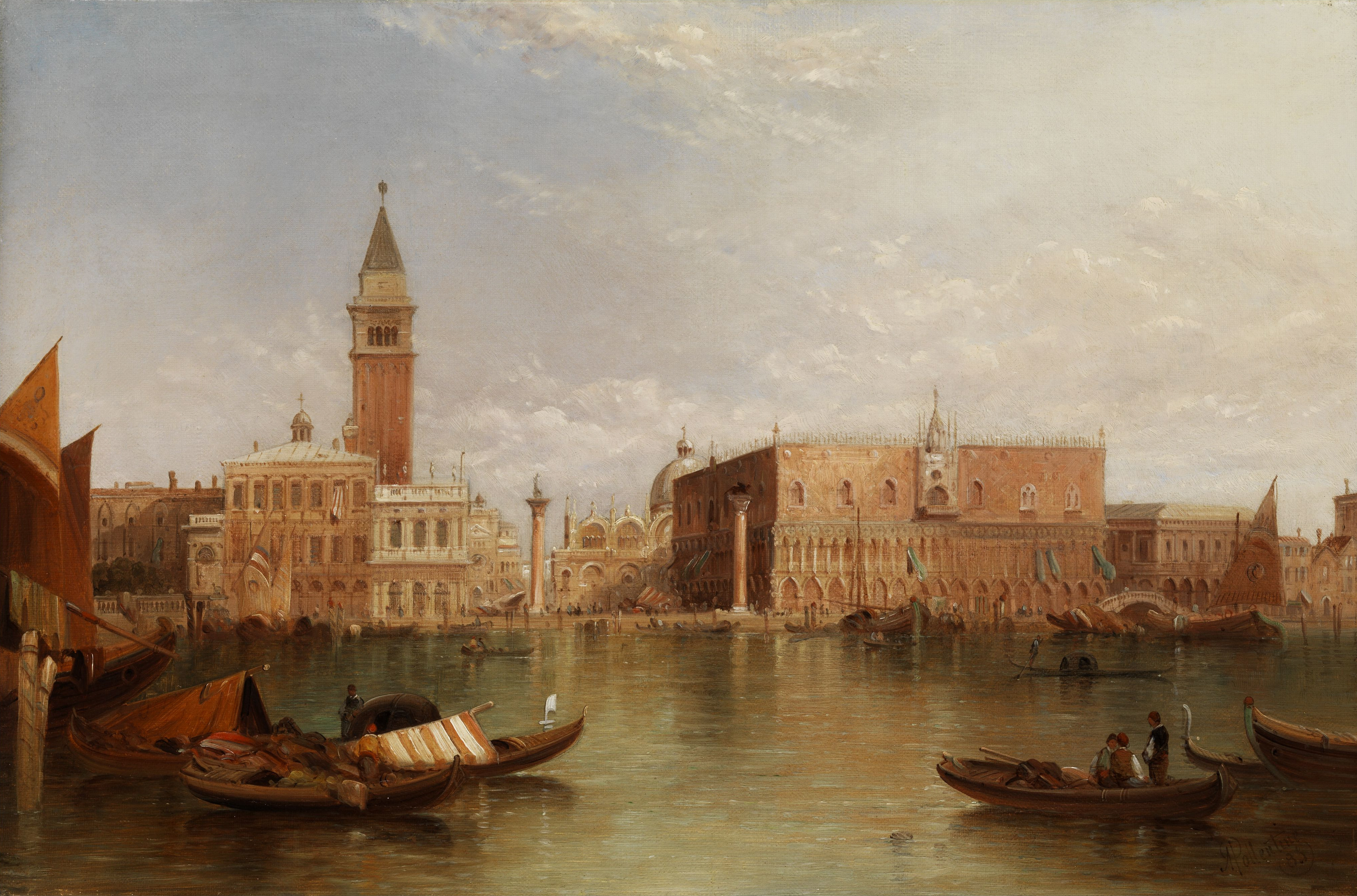
Vue sur Venise par Alfred Pollentine, 1885.
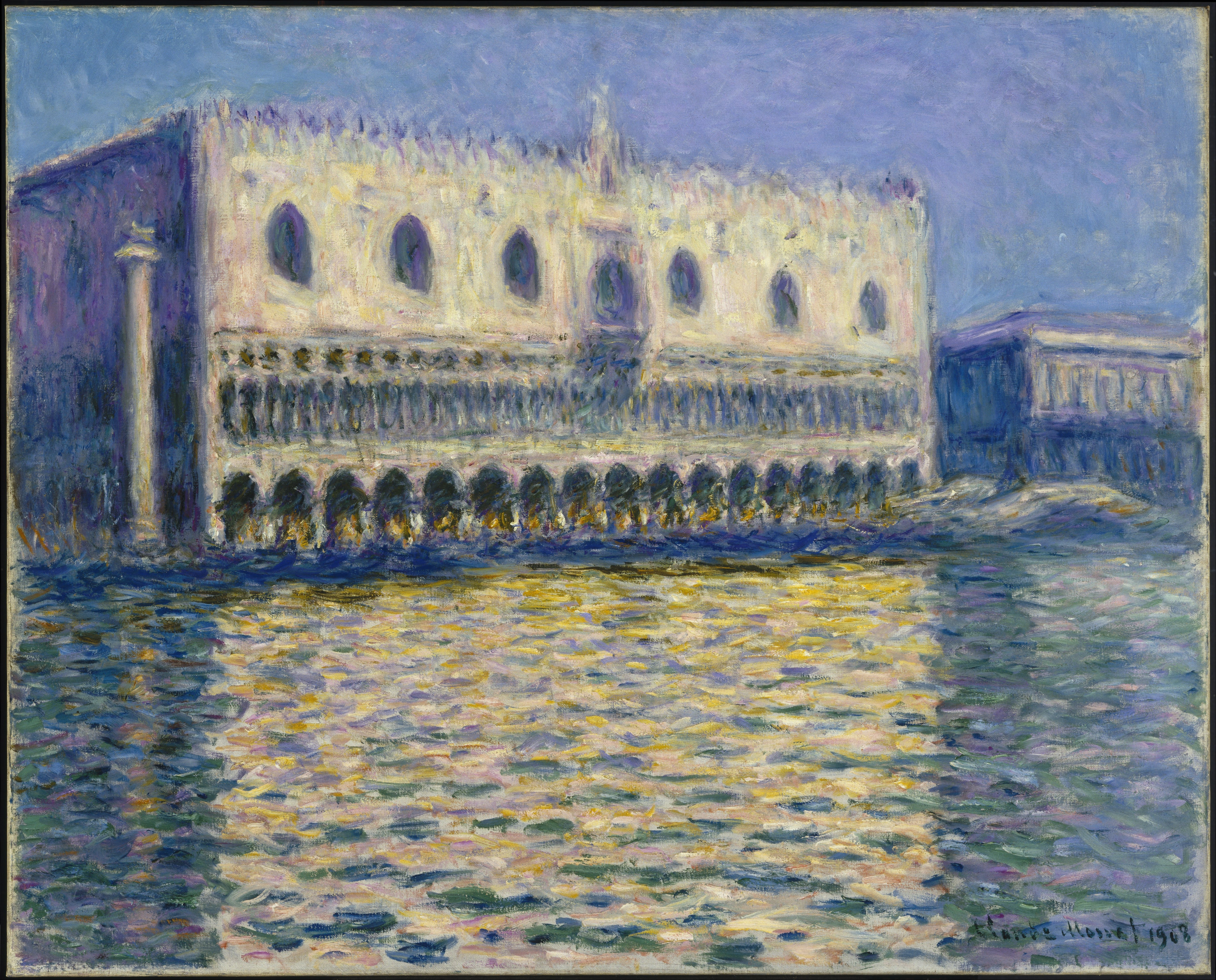
Le palais des Doges, Claude Monet, 1908.
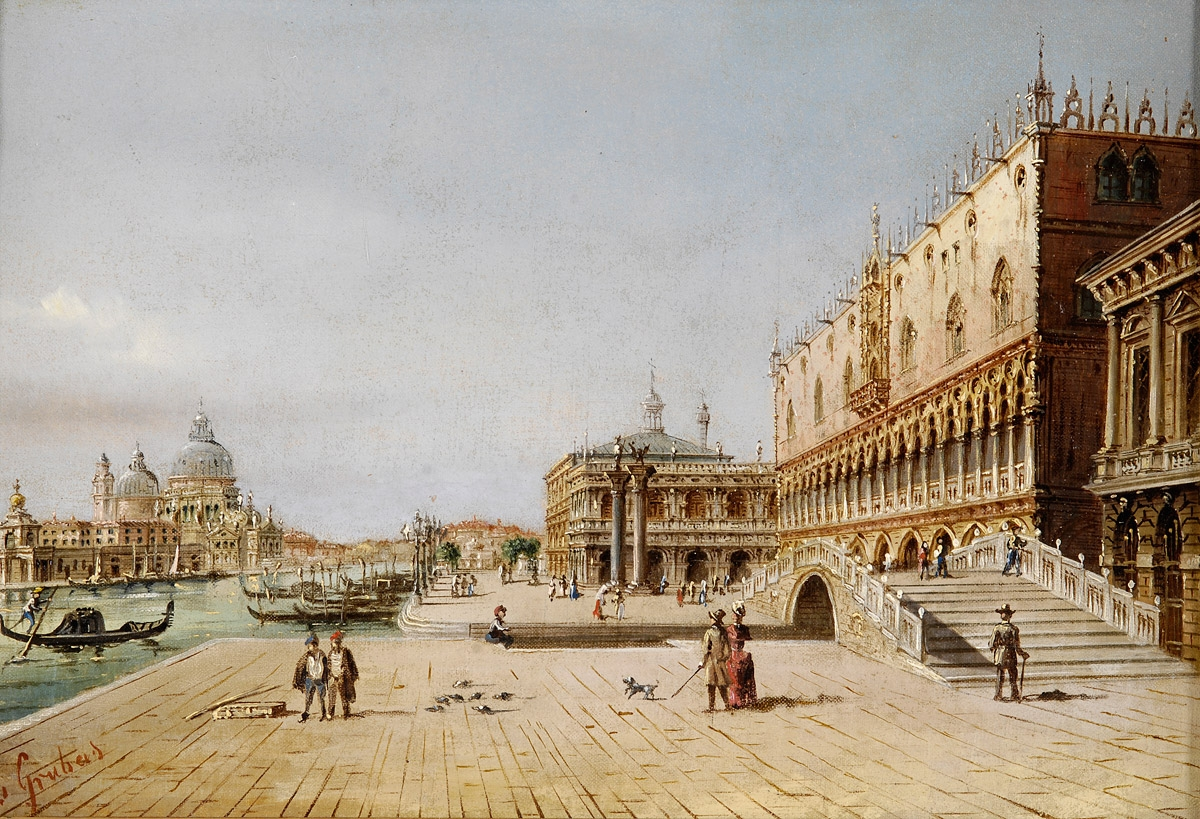
Venise de Marco Grubacs vers 1910

## Lieu de tournage
En 2015, une équipe de l'émission Secrets d'Histoire a tourné plusieurs séquences dans le palais dans le cadre d'un numéro consacré à Giacomo Casanova, intitulé Casanova, l'amour à Venise, diffusé le 20 octobre 2015 sur France 2.